# Río Viejo
Río Viejo là một khu tự quản thuộc tỉnh Bolívar, Colombia. Thủ phủ của khu tự quản Río Viejo đóng tại Río Viejo Khu tự quản Río Viejo có diện tích 1414 ki lô mét vuông. Đến thời điểm ngày 28 tháng 5 năm 2005, khu tự quản Río Viejo có dân số 26053 người.